# Shō Shōken
Shō Shōken (向 象賢, 1617-1676), aussi connu sous le nom Haneji Ōji Chōshū (羽地 王子 朝秀), est un lettré et sessei de Ryūkyū, fonction souvent traduite par « premier ministre », de 1666 à 1673. Shō rédige la première histoire du royaume de Ryūkyū, « miroir de Chūzan » (Chūzan Seikan), et adopte un certain nombre de réformes politiques concrètes visant à améliorer la prospérité et la dignité de Ryūkyū aux yeux de la Chine et du Japon.

## Contexte
Shō Shōken est le fils ainé de Haneji Ōji Chōtai (prince Chōtai Haneji), troisième chef du palais Haneji Udun. Haneji Udun est une des branches cadettes de la maison royale. Shō Shōken hérite de Chōtai la position de jitō (地頭, administrateur de district) en 1640 et commence la compilation du « miroir de Chūzan » en 1650, sur ordre du roi Shō Shitsu. Selon le Haneji shioki (« Les directives de Haneji »), une de ses principales collections de réformes, il est contacté en 1666 par un messager royal, envoyé pour lui offrir le poste de sessei (premier ministre). Shō refuse, estimant qu'il est inapproprié pour une nomination aussi importante d'être transmise par un modeste messager. Le lendemain, Inoha Ueekata, membre du sanshikan (三司官, conseil des Trois), arrive en personne lui faire la même offre, qu'il accepte immédiatement.
Les écrits de Shō Shōken, en particulier le « miroir de Chūzan », indiquent une préférence pour les seigneurs de Satsuma, daimyo japonais dont le royaume de Ryūkyū est vassal. On ne sait pas dans quelle mesure il écrit favorablement à leur endroit par crainte de représailles, ou parce qu'il est véritablement admiratif de leurs coutumes et de leur politique. Néanmoins, dans ses écrits et dans son comportement politique, Shō affiche un fort désir de voir Ryūkyū imiter davantage le Japon. L'adoption plus manifeste de coutumes japonaises, en termes de langue et de costumes, est rendue impossible par la nécessité de cacher le contrôle ou l'influence japonais sur le royaume afin de maintenir de bonnes relations avec la Chine. Cependant, Shō cherche à minimiser autant que possible les éléments des coutumes de Ryūkyū qui pourraient être considérés comme arriérés ou indignes aux yeux de Satsuma. Il supprime la participation de la royauté à de nombreux rites traditionnels, et permet en conséquence à ces rites d'être beaucoup plus modestes et moins extravagants. Cela a également pour effet de réduire d'importante façon des dépenses extravagantes et permet au royaume d'être plus productif et prospère. Dans le même esprit, il punit les aristocrates et les représentants du gouvernement qui mènent un mode de vie trop extravagant; tant l'aristocratie que la paysannerie vivent au-delà de leurs moyens pour beaucoup d'entre leurs membres au début du XVIIe siècle, une tendance qui conduit à la pauvreté généralisée.
Il travaille à marginaliser la royauté et les yuta (prêtresses centrales dans la religion indigène des îles Ryūkyū), non par volonté de puissance ou désir de supprimer la religion indigène, mais dans le but de réduire l'extravagance et les pratiques qui pourraient être perçues comme indignes aux yeux des Japonais. En fin de compte, dans ses écrits philosophiques, Shō Shōken apparaît comme un pragmatique.
Shō Shōken est aussi un fervent partisan du confucianisme, après avoir étudié auprès de Tonami Jochiku, qui à son tour a étudié auprès du maître Nanpo Bunshi. Les vues confucianistes en matière de direction bienveillante et la moralité d'une façon globale imprègnent les écrits et la politique de Shō. Cependant, ses vues sont en fait plus en ligne avec le concept appelé tentō en okinawaïen et tendō (天道, littéralement la « Voie du ciel ») en japonais. Son récit de l'histoire des Ryūkyū, constituée de l'histoire d'une lignée de rois, fait largement usage de ce concept, très similaire et étroitement lié à celui de « mandat du ciel » en Chine. Les rois qui sont de mauvais ou malveillants dirigeants sont renversés par ceux qui sont soutenus par la « Voie du ciel ».
En écrivant la première histoire des Ryūkyū, ses objectifs politiques et/ou ses points de vue culturels sont tout à fait évidents. Il dépeint le royaume comme un fidèle vassal de Satsuma bien avant l'invasion de 1609, qui a en fait principalement pour origine un désir, de la part des seigneurs de Satsuma et du shogunat Tokugawa, de richesses et de puissance. Il reproche l'invasion du royaume à la déloyauté et la négligence par les habitants des Ryūkyū de leurs obligations féodales vis-à-vis de leurs seigneurs bienveillants (Satsuma), et à un fonctionnaire corrompu du gouvernement nommé Tei Dō (okinawaïen : Jana Ueekata) qui a égaré le peuple. Dans cette optique, il affirme que les bienveillants seigneurs de Satsuma n'avaient pas d'autre choix que d'envahir le royaume, comme un châtiment pour la déloyauté de Ryūkyū.
L'un des dirigeants les plus influents et réformateurs du royaume de Ryūkyū, Shō Shōken démissionne de son poste en 1673 et meurt deux ans plus tard.

## Référence
- Smits, Gregory (1999). Visions of Ryukyu: Identity and Ideology in Early-Modern Thought and Politics. Honolulu : University of Hawai'i Press.

## Source
- (en) Cet article est partiellement ou en totalité issu de l’article de Wikipédia en anglais intitulé « Shō Shōken » (voir la liste des auteurs).